# Torvald Eriksen
Torvald Eriksen (Trondhajm, 18. jul 1868 — Oslo, 23. decembar 1939) bio je norveški slikar.
Torvald Eriksen je rođen 18. jula 1868 u Trondhajmu. Studije umetnosti započinje u Bergslienovoj školi u Kristijaniji (danas Oslo). Odatle odlazi u Kopenhagen, gde je zajedno sa drugim mladim sunarodnicima proveo određeno vreme pod mudrim i inspirativnom okom Kristijana Zartmana.
U cilju daljeg širenja vizije i umetničkog sazrevanja posećuje Pariz i Italiju, da bi se zatim vratio kući kako bi se poistovetio sa tim značajnim pokretom koji su devedesetih vodili ljudi kao što je Harald Solberg i Halfdan Egedius, a koji se može okarakterisati kao pokret neoromantizma.
Najpoznatiji je po svojim ekspresivnim pejzažima.

## Galerija
- «Skovinteriør» (1900)
- «Blåst», 1920
- Interiør med maleren Oluf Wold-Torne (1901)

## Spoljašnje veze
- Verk av Thorvald Erichsen på nasjonalmuseet.no